# Laureano Landaburu (hijo)
Laureano Landaburu (Villa Mercedes, Provincia de San Luis, 17 de mayo de 1914 – 10 de agosto de 1987) fue un abogado argentino, que se desempeñó como ministro de Justicia y ministro del Interior de la Argentina durante la presidencia de facto de Pedro Eugenio Aramburu.

## Biografía
Su padre fue Laureano Landaburu, quien fuera gobernador de San Luis. Se desempeñó como docente y fue militante conservador. Su hermano Jorge fue ministro de aeronáutica durante el eegimen de Pedro Eugenio Aramburu.
Durante la dictadura de la Revolución Libertadora, inicialmente solo se desempeñó de facto como Ministro de Justicia entre el 13 de noviembre de 1955 y 8 de junio de 1956, para luego también hacerse cargo de la cartera de Interior entre el 27 de abril de 1956 y 25 de enero de 1957.
Dirigió el Instituto de Jurisprudencia del Colegio de Abogados de Buenos Aires. En la década de 1960 presidió la Sociedad Argentina de Criminología y tradujo el Código Penal de Brasil[cita requerida], junto con Francisco P. Laplaza.